# Vetenskapsåret 1801

## Händelser

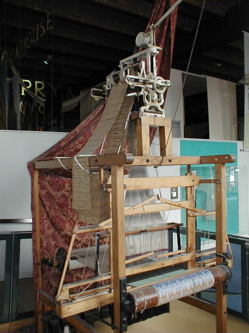
En Jacquard-vävstol vid Museum of Science and Industry in Manchester.

- John Dalton formulerar Daltons lag.
- Joseph-Marie Jacquard utvecklar Jacquard-vävstolen, som styrs av hålkort och väver mönstrat tyg.
- Österrikaren Karl Leopold Röllig (c:a 1754–1804) uppfinner en sorts nyckelharpa, benämnd xaenorphica.
- Thomas Young upptäcker interferens mellan ljusstrålar, vilket påvisar vågnaturen hos ljus.
- Charles Hatchett upptäcker grundämnet som nu kallas niob, Hatchett gav ämnet namnet columbium.
- Andrés Manuel del Rio upptäcker grundämnet vanadin.

### Astronomi
- 1 januari - Giuseppe Piazzi upptäcker dvärgplaneten Ceres [1]

### Fysik
- Okänt datum -  Ultraviolett strålning upptäcks av Johann Wilhelm Ritter.[2][3]

### Medicin
- Okänt datum -  Philippe Pinel publicerar Traité médico-philosophique sur l'aliénation mentale; ou la manie, som presenterar sin upplysta humana psykologiska förhållningssätt till styrelsen av mentalsjukhus. Verket översätts till engelska D. D. Davis som Treatise on Insanity 1806, och blir inflytelserikt på båda sidor av Atlanten under 1800-talet.[4]
- Okänt datum - Antonio Scarpa publicerar Saggio di osservazioni e d’esperienze sulle principali malattie degli occhi, och han kommer senare bli kallad den "Italienska oftalmologi fader".[5]

## Priser
- Copleymedaljen: Astley Paston Cooper, brittisk kirurg och anatom.

## Födda
- 14 januari - Adolphe-Théodore Brongniart (död 1876), fransk botaniker och paleontolog.
- 16 januari - Thomas Clausen (död 1885), dansk astronom och matematiker.
- 15 april - Édouard Lartet (död 1871), fransk geolog.
- 16 juni - Julius Plücker (död 1868), tysk matematiker och fysiker.
- 14 juli - Johannes Peter Müller (död 1858), tysk fysiolog.
- 31 juli - George Biddell Airy (död 1892), brittisk astronom.
- 22 oktober - Carl Jacob Sundevall (död 1875), svensk zoolog.

## Avlidna
- 17 maj - William Heberden (född 1710), engelsk läkare.
- 28 november - Déodat Gratet de Dolomieu (född 1750), fransk geolog.

### Fotnoter
1. ↑  Foderà Serio, G.; Manara, A.; Sicoli, P. (2002). ”Giuseppe Piazzi and the Discovery of Ceres” (PDF). Asteroids III. Tucson: University of Arizona Press. sid. 17–24. http://www.lpi.usra.edu/books/AsteroidsIII/pdf/3027.pdf
2. ↑  Hermann, Armin (1987). ”Unity and metamorphosis of forces (1800-1850): Schelling, Oersted and Faraday”. Symmetries in Physics (1600-1980). Universitat Autònoma de Barcelona. sid. 51–62
3. ↑  Frercksa, Jan (26 februari 2009). ”Reception and discovery: the nature of Johann Wilhelm Ritter’s invisible rays”. Studies in History and Philosophy of Science, Part A "40":  ss. 143–156.
4. ↑  Foucault, Michel (1961). Folie et déraison: histoire de la folie à l'âge classique
5. ↑  Sebastian, Anton (1999). A Dictionary of the History of Medicine. Informa Health Care. ISBN 1850700214